# تمر أحسائي

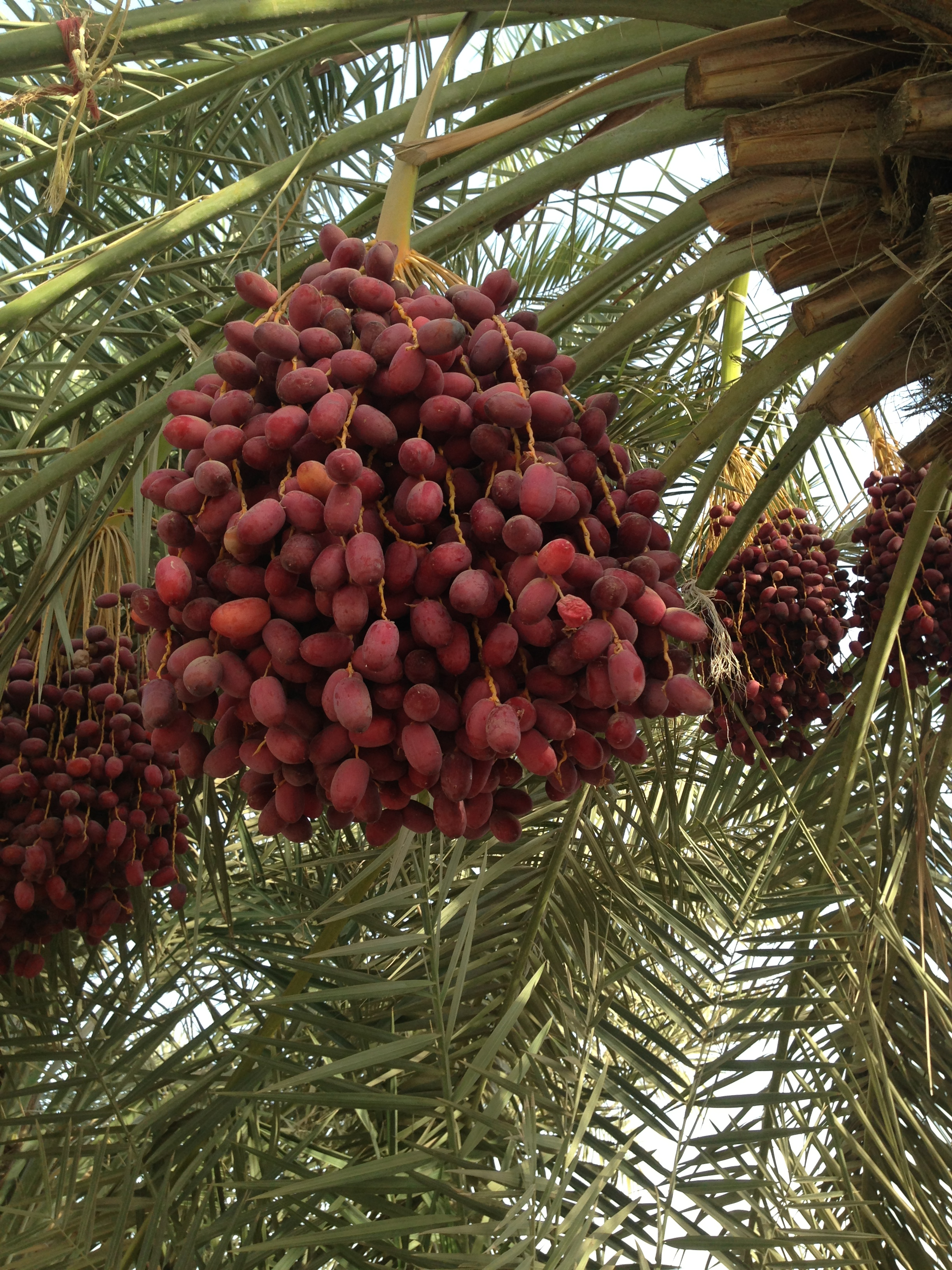
تمر صنف خنيزي

التمر الأحسائي؛ يعد المحصول الأساسي في محافظة الأحساء، وزراعة النخيل أبرز المنتجات الزراعية، حيث يصل إنتاج الأحساء من التمور أكثر من 100 ألف طن سنويًا وأكثر من 18 صنفًا تقريبًا أي ما يعادل 10 في المائة من إنتاج المملكة. ويمتاز باحتوائه على كميةٍ كبيرةٍ من الكالسيوم، ويعتبر من أغلى أنواع التمور.
يعد تمور الأحساء من ناحية الجودة الأولى على مستوى العالم من ناحية المذاق والقيمة الغذائية، إلى جانب المواصفات الخارجية في شكلها، ولونها، وحجمها الكبير، ويأتي الخلاص في مقدمة التمور بين أصناف التمور التي تنتجها دول العالم.وفي العام 2021 دخلت التمور في الإحساء ( مركز النخيل والتمور بالأحساء ) موسوعة غينيس للأرقام القياسية إذ سجلت رقما قياسياً جديداً من خلال ضمها لأكثر من 127 صنفاً دولياً ووطنياً إذ يعد نخيل التمر بالإحساء أكبر بنك أصول وراثي عالمياً.

## تجارة التمور

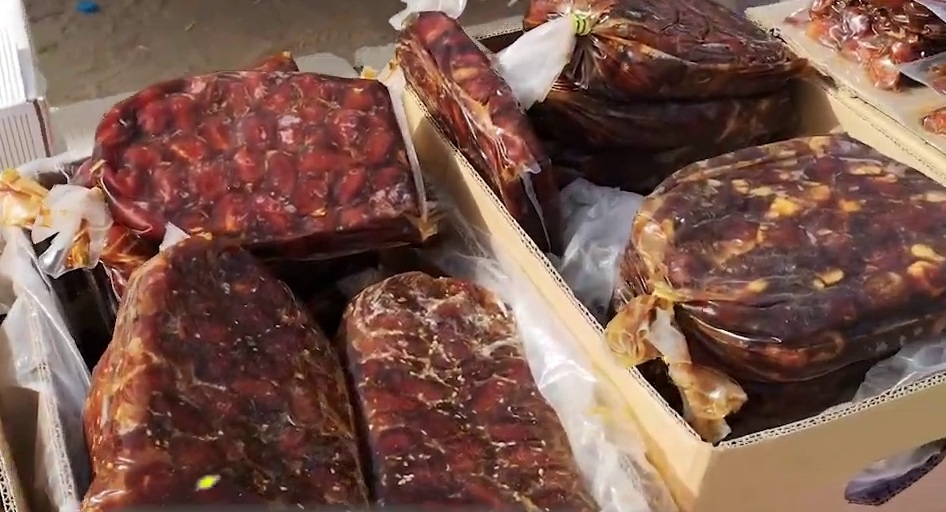
التمر للبيع في سوق الخميس، الهفوف، الأحساء.

وتضم واحة الأحساء مصنع لتعبئة التمور يتبع لهيئة الري والصرف التي تشرف على الحيازات الزراعية في الواحة، أُنشئ لإنتاج 25 ألف طنٍ من التمور المعبأة التي يتم شراؤها من المزارعين في الأحساء والمملكة بشكل عام بأسعار تشجيعية لدعم الزراعة والمزارعين، وتوزع على فقراء الداخل والخارج ضمن إسهامات المملكة في برنامج الغذاء العالمي، كما يقدم صندوق التنمية الزراعي السعودي إعانات وقروض لاستصلاح الأراضي وإنشاء المزارع وشراء المعدات والأسمدة والمبيدات. وبالقرب من شاطئ العقير انشأت أمانة الأحساء أكبر مدينة للتمور في العالم، مكونة من ساحتي حراج إحداهما تقليدية والأخرى تشتمل على بورصة للأسعار وصالة مغطاة ومباسط ومراكز تجارية ومصانع لتعبئة التمور، ومكاتب لشركات النقل والتوزيع والإعلام ومراكز اتصالٍ ومختبرات لمراقبة الجودة وفحص المنتج، إضافة إلى قاعة مؤتمرات ومعارض لنشاطات النخيل والتمور، ومكتب اتصالٍ وتنسيقٍ لتبادل التجارب والخبرات العالمية.

## مناخ الأحساء
تتميز تربة ومناخ الأحساء بأنه صحراوي بشكل عام وصحو في الغالب، حيث ترتفع درجات الحرارة صيفًا وتصل إلى 51 درجة مئوية، وتنخفض درجة الحرارة شتاءً إلى 10 درجات مئوية، وتهطل الأمطار الموسمية في فصل الخريف. وتلك البيئة المثالية لنمو التمور.

يبين الجدول التالي مناخ الأحساء الصحراوي على مدار السنة، حسب عام 2017:
| البيانات المناخية لـالأحساء                                            | البيانات المناخية لـالأحساء | البيانات المناخية لـالأحساء | البيانات المناخية لـالأحساء | البيانات المناخية لـالأحساء | البيانات المناخية لـالأحساء | البيانات المناخية لـالأحساء | البيانات المناخية لـالأحساء | البيانات المناخية لـالأحساء | البيانات المناخية لـالأحساء | البيانات المناخية لـالأحساء | البيانات المناخية لـالأحساء | البيانات المناخية لـالأحساء | البيانات المناخية لـالأحساء |
| الشهر                                                                  | يناير                       | فبراير                      | مارس                        | أبريل                       | مايو                        | يونيو                       | يوليو                       | أغسطس                       | سبتمبر                      | أكتوبر                      | نوفمبر                      | ديسمبر                      | المعدل السنوي               |
| ---------------------------------------------------------------------- | --------------------------- | --------------------------- | --------------------------- | --------------------------- | --------------------------- | --------------------------- | --------------------------- | --------------------------- | --------------------------- | --------------------------- | --------------------------- | --------------------------- | --------------------------- |
| متوسط درجة الحرارة الكبرى °م (°ف)                                      | 30.6 (87.1)                 | 29.9 (85.8)                 | 34.3 (93.7)                 | 43.3 (109.9)                | 47 (117)                    | 49.4 (120.9)                | 50 (122)                    | 48.7 (119.7)                | 47 (117)                    | 42.5 (108.5)                | 36 (97)                     | 33 (91)                     | 41.0 (105.8)                |
| متوسط درجة الحرارة الصغرى °م (°ف)                                      | 5 (41)                      | 1.1 (34.0)                  | 16 (61)                     | 15.8 (60.4)                 | 22.2 (72.0)                 | 23.6 (74.5)                 | 26.6 (79.9)                 | 26.3 (79.3)                 | 22.9 (73.2)                 | 19.3 (66.7)                 | 12.7 (54.9)                 | 6.6 (43.9)                  | 16.5 (61.7)                 |
| الهطول مم (إنش)                                                        | 0.001 (0.00)                | 62.5 (2.46)                 | 10.8 (0.43)                 | 0 (0)                       | 2.7 (0.11)                  | 0 (0)                       | 0 (0)                       | 0 (0)                       | 0 (0)                       | 0 (0)                       | 0.001 (0.00)                | 0 (0)                       | 76.002 (3)                  |
| المصدر: الكتاب الإحصائي للهيئة العامـة للأرصاد وحماية البيئة لعام 2017 |                             |                             |                             |                             |                             |                             |                             |                             |                             |                             |                             |                             |                             |

## أصناف التمور الاحسائية
من أصناف التمور الأحسائية:
| - الخلاص - الرزيز - الشيشي - الزاملي - الشبيبي - الهلالي - المرزبان - الطيار - الغر | - الكاسبي - الخنيزي - الخصاب - الوصيلي - التناجيب - الحاتمي - البرحي - المجناز - شهل |